# Смирнова Марія Василівна
Марі́я Васи́лівна Смирно́ва (31 березня 1920 — 10 липня 2002) — радянська військова льотчиця, у роки Другої світової війни — командир ескадрильї 46-го гвардійського нічного бомбардувального авіаційного полку, гвардії капітан. Герой Радянського Союзу (1944).

## Життєпис
Народилася 31 березня 1920 року в селі Воробйово Вишньоволоцького повіту Тверської губернії РРФСР (нині — у межах Толмачовського сільського поселення Лихославльського району Тверської області Росії), у селянській родині. Карелка.
У 1936 році закінчила Лихославльське педагогічне училище і Калінінський аероклуб. Вчителювала в селі Полюж'є, була льотчиком-інструктором аероклубу.
До лав РСЧА призвана в листопаді 1941 року. Закінчила курси льотчиків при Енгельській військовій авіаційній школі пілотів. У діючій армії — з 27 травня 1942 року: заступник командира ескадрильї, командир ескадрильї 588-го (з лютого 1943 року — 46-го гвардійського) нічного бомбардувального авіаційного полку. Воювала на Південному, Закавказькому, Північно-Кавказькому, 2-у Білоруському фронтах. Член ВКП(б) з 1943 року.
Всього за роки війни здійснила 940 бойових вильотів із бойовим нальотом 1235 годин.
Після війни гвардії майор М. В. Смиронова вийшла у відставку. У 1954 році закінчила Тамбовську обласну партійну школу. Перебувала на партійній і радянській роботі: інструктор відділу пропаганди та агітації Тамбовського міськкому КПРС, інструктор Володарського райкому КПРС, завідувачка дитячим садом військової частини, інструктор відділу партійних органів Калінінського обкому КПРС, інженер відділу кадрів і навчальних закладів Калінінського раднаргоспу, начальник відділу кадрів Калінінського камвольного комбінату, завідувачка бюро з працевлаштування та інформації населення м. Калініна.
Вела значну роботу з патріотичного виховання молоді, тривалий час очолювала Калінінську обласну раду ветеранів, була членом президії обласного комітету захисту миру. Неодноразово обиралась депутатом обласної й районної рад народних депутатів.
Мешкала у Твері, де й померла 10 липня 2002 року. Похована на Дмитрово-Черкаському кладовищі.

## Нагороди
Указом Президії Верховної Ради СРСР від 26 жовтня 1944 року «за зразкове виконання бойових завдань командування на фронті боротьби з німецькими загарбниками та виявлені при цьому відвагу і героїзм», гвардії капітанові Смирновій Марії Василівні присвоєне звання Героя Радянського Союзу з врученням ордена Леніна і медалі «Золота Зірка» (№ 4842).
Нагороджена також трьома орденами Червоного Прапора (09.09.1942, 26.04.1944, 15.06.1945), орденами Олександра Невського (25.10.1943), Вітчизняної війни 1-го ступеня (11.03.1985), Червоної Зірки (27.04.1943) і медалями.
Почесний громадянин міста Твер.